# Mercedes-Benz Vaneo
Mercedes-Benz Vaneo — семейство минивэнов компании Mercedes-Benz. Серийное производство длилось с 2001 по 2005 год. В Mercedes-Benz Vaneo использовалась автомобильная платформа от первого поколения Mercedes-Benz A-класса. Было доступно до семи мест, но этот автомобиль был построен как минивэн. Название Vaneo происходит от слова Van, которое используется в немецком языке для обозначения минивэнов.

## Дизайн
Фургон А-класса был только переднеприводным и ограничивался четырёхцилиндровыми двигателями. Кузов состоял из двустворчатой распашной задней двери и конструкции, придававшей ему положение фургона для вождения и более высокую линию крыши. Он был пригоден для передвижения по Великобритании для инвалидов, а также для использования в качестве такси.
Посадочные места для пятерых человек были стандартными. Если убрать все задние сиденья, то грузовое пространство достигало 3000 литров. Выдвижной пол багажника грузоподъёмностью 120 кг был необязательным. Рейлинги на крыше были стандартными на моделях Trend и Ambiente, в то время как крепления Isofix были включены на всех автомобилях.
Из-за проблем с качеством и плохих продаж выпуск Vaneo был прекращён. В 2012 году Vaneo был заменён фургоном Citan, эмблемой Renault Kangoo, разработанной в рамках более широкого альянса Mercedes-Benz с французским автопроизводителем.

## Безопасность
Mercedes-Benz Vaneo прошёл тест Euro NCAP в 2002 году:
| Euro NCAP | Рейтинг                                                                  |
| --------- | ------------------------------------------------------------------------ |
| Водитель: | 4 из 5 звёзд · 4 из 5 звёзд · 4 из 5 звёзд · 4 из 5 звёзд · 4 из 5 звёзд |
| Пассажир: | 2 из 4 звёзд · 2 из 4 звёзд · 2 из 4 звёзд · 2 из 4 звёзд                |

| NVSR                 | Рейтинг                                                                  |
| -------------------- | ------------------------------------------------------------------------ |
| Угон автомобиля:     | 4 из 5 звёзд · 4 из 5 звёзд · 4 из 5 звёзд · 4 из 5 звёзд · 4 из 5 звёзд |
| Кража из автомобиля: | 2 из 5 звёзд · 2 из 5 звёзд · 2 из 5 звёзд · 2 из 5 звёзд · 2 из 5 звёзд |

## Двигатели
Двигатели соответствовали стандартам выбросов Евро-3. Были доступны три 5-ступенчатые коробки передач: механическая, автосцепление и автоматическая трансмиссия под названием «TouchShift».
| Годы производства | Модель & Трансмиссия          | Двигатель     | Мощность  | Крутящий момент | Максимальная скорость | 0-100 км/ч |
| Бензин            | Бензин                        | Бензин        | Бензин    | Бензин          | Бензин                | Бензин     |
| ----------------- | ----------------------------- | ------------- | --------- | --------------- | --------------------- | ---------- |
| 2002-2005         | 1.6 82 MКПП/Автосцепление     | 1.6 L, 4 in-L | 81 л. с.  | 140 Н*м         | 156 км/ч              | 15.3 сек   |
| 2002-2005         | 1.6 102 МКПП/Автосцепление    | 1.6 L, 4 in-L | 101 л. с. | 150 Н*м         | 167 км/ч              | 13.1 сек   |
| 2002-2005         | 1.6 102 TouchShift            | 1.6 L, 4 in-L | 101 л. с. | 150 Н*м         | 164 км/ч              | 13.8 сек   |
| 2002-2005         | 1.9 125 МКПП/Автосцепление    | 1.9 L, 4 in-L | 123 л. с. | 180 Н*м         | 182 км/ч              | 10.7 сек   |
| 2002-2005         | 1.9 125 TouchShift            | 1.9 L, 4 in-L | 123 л. с. | 180 Н*м         | 177 км/ч              | 11.5 сек   |
| Дизель            |                               |               |           |                 |                       |            |
| 2002-2005         | 1.7 CDI 91 МКПП/Автосцепление | 1.7 L, 4 in-L | 90 л. с.  | 180 Н*м         | 161 км/ч              | 13.6 сек   |
| 2002-2005         | 1.7 CDI 91 TouchShift         | 1.7 L, 4 in-L | 90 л. с.  | 180 Н*м         | 158 км/ч              | 15.5 сек   |